# 魔鬼琴聲帕格尼尼
《魔鬼琴聲帕格尼尼》是一部2013年的电影，改编自19世纪意大利小提琴家和作曲家尼科罗·帕格尼尼的生平故事。这部电影于2014年3月10日在迈阿密国际电影节上首映。

## 劇情
尼科羅·帕格尼尼（Niccolo Paganini）作為那一代著名的小提琴家，他有大量公開表演的邀約。他以一種特殊的熱情演繹他的小提琴，更定義了他的藝術標準和道德標準。他認為他的音樂藝術是神聖不可侵犯的，不受生活在現實世界中傳統要求的影響。他在音樂外的花費相當巨大，經常沉迷於他的私人生活，酗酒、賭博、吸食鴉片，以及參觀聲名狼藉的妓院。他不斷增加的債務已成為他日常生活的負擔。
當希望資助他音樂事業的支持者烏爾巴尼（Urbani）接近他時，帕格尼尼被所提供的生活條件所吸引。他簽署了合約，按照烏爾巴尼的計劃執行，這似乎暫時緩解了他的經濟狀況。儘管如此，帕格尼尼還是無法控制自己的賭慾，甚至開始挑戰烏爾巴尼資助他的能力。在一家賭場，他掏空了口袋，然後甚至用他的小提琴作賭注投注在紙牌遊戲中。老闆讓他可以選擇為俱樂部的顧客拉小提琴，以替代賭注，但帕格尼尼出於「不作為任何人的奴隸而演奏」的「道德」觀念而拒絕。賭注成立，帕格尼尼最終失去了他的小提琴。
經紀人約翰·沃森（John Watson）花費重金邀請帕格尼尼到倫敦表演，然而帕格尼尼一次又一次要求更高的表演費，令約翰·沃森被法院宣佈破產。
在倫敦的表演上，帕格尼尼從他正在表演的管弦樂隊的首席小提琴手那裡「借」來了一把小提琴，並開始了他的演奏家表演，而後想搶走小提琴，令那位小提琴家憤怒不已。在之後的一場表演裡，帕格尼尼在表演前消失，直到他從劇場後方開始步入會場表演。國王進入劇院的包廂，帕格尼尼打斷了他原本的順序，表演了即興版本，引起了熱烈的掌聲。帕格尼尼再次取得成功，樂團首席小提琴家將自己的小提琴送給帕格尼尼，以慶祝帕格尼尼的成功。與此同時，帕格尼尼開始與經紀人約翰·沃森的一位門生產生情愫，她是成功的女高音。帕格尼尼創作了一首二重唱與她一起表演，非常受歡迎，將這位歌手推到了聚光燈下。當帕格尼尼和她之間產生情愫時，她年輕的外表引起了警方的注意，帕格尼尼因引誘未成年人而被捕。烏爾巴尼再次從監獄救出了他，出示了該門生不是未成年人的證據，帕格尼尼因而被釋放。
為應對帕格尼尼被門生吸引而對音樂事業分心，烏爾巴尼安排帕格尼尼在表演結束後和她相見。然而，在門生到來之前，烏爾巴尼邀請了一名妓女來到帕格尼尼的臥室。帕格尼尼在黑暗中以為是門生來拜訪他，並沒有意識到他正在與一個妓女同床共枕。當門生得知帕格尼尼和妓女做愛時，她很生氣，認為自己被帕格尼尼侮辱。烏爾巴尼利用妓女來疏遠他們感情的計劃成功了。帕格尼尼隨後重新履行與烏爾巴尼的合約，並在歐洲各地的不同場所演出。
帕格尼尼與經紀人的門生的戀情結束，她離開了這個國家。最終，她在國外結婚並建立了家庭。隨著歲月的流逝，帕格尼尼因多年過著性放縱和鴉片成癮的揮霍生活而病重，他死於相關症狀，結束了他傳奇的一生。

## 演員
- David Garrett 飾 尼科羅·帕格尼尼（Niccol Paganini）
- Jared Harris 飾 烏爾巴尼（Urbani）
- Andrea Deck 飾 夏洛特·沃森（Charlotte Watson）
- Christian McKay 飾 約翰·沃森（John Watson）

## 外部鏈接
- 互联网电影数据库（IMDb）上《The Devil's Violinist》的资料（英文）